# I45
De I45 is een torpedo die voor het eerst werd gebruikt door de Nederlandse marine voor torpedobooten in 1906. De torpedo's werden gemaakt in Fiume. Later werd de I45 torpedo ook gebruikt door Nederlandse onderzeeboten. In de jaren 30 van de twintigste eeuw werd de I45 torpedo vervangen door modernere torpedo's en werden de I45 alleen nog gebruikt als oefentorpedo. De Nederlandse marine maakte zelfs een systeem waarmee de 450 mm (18 inch) I45 kon worden gebruikt in een 533 mm (21 inch) torpedobuis.

## Technische kenmerken
- Diameter: 450 mm (18 inch)
- Lengte: 5,04 meter
- Massa: 624 kilogram
- Explosief: 85 kilogram nitrocellulose
- Bereik: 1000 meter met een snelheid van 30 knopen
- Motor: 4 cilinder radiaalmotor op perslucht

## Scheepsklassen die de I45gebruikten
- O 2-klasse
- K I-klasse
- O 6-klasse
- O 8-klasse